# Nemotelus pantherinus
Nemotelus pantherinus är en tvåvingeart som först beskrevs av Carl von Linné 1758.  Nemotelus pantherinus ingår i släktet Nemotelus och familjen vapenflugor. Arten är reproducerande i Sverige. Inga underarter finns listade i Catalogue of Life.

## Bildgalleri

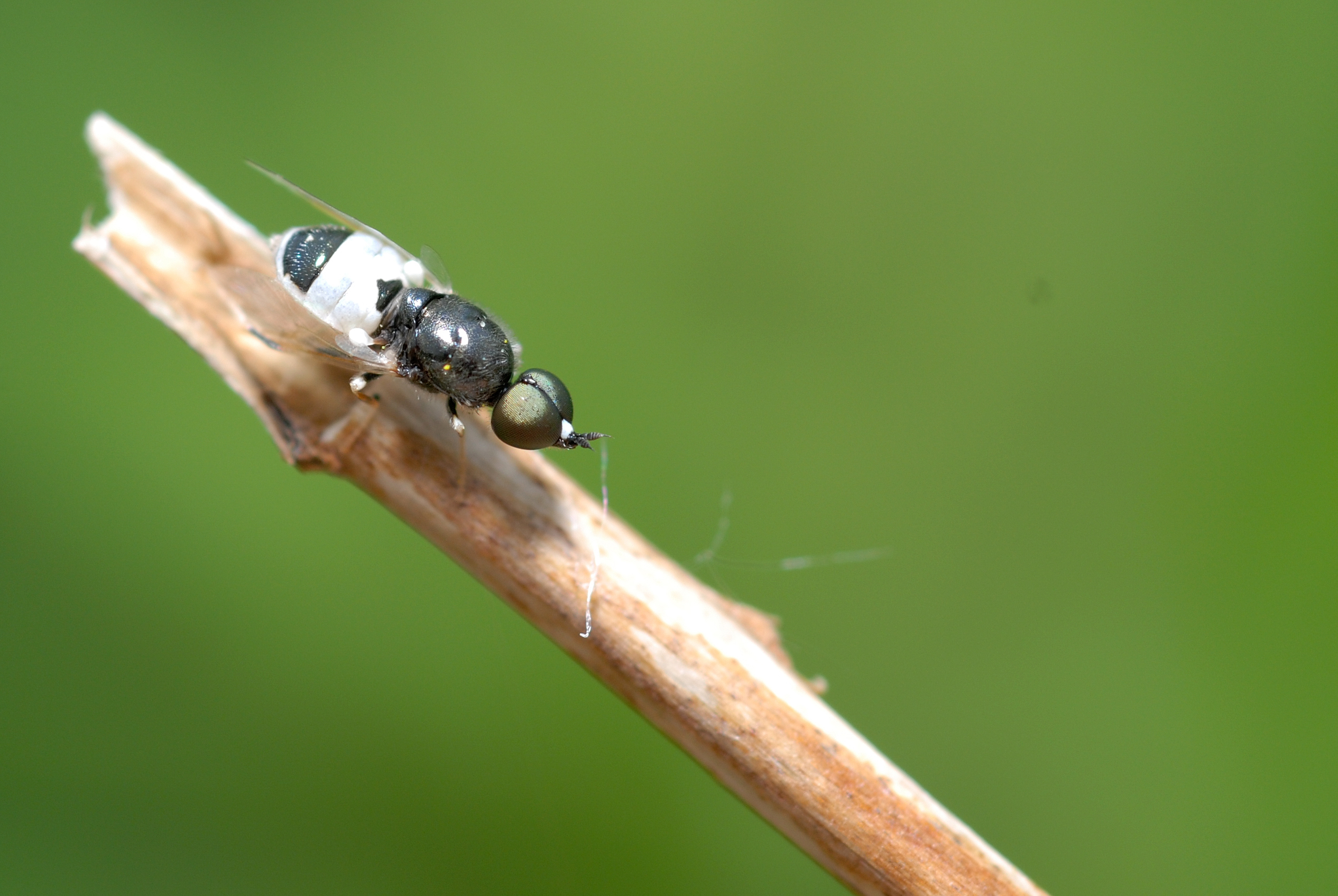
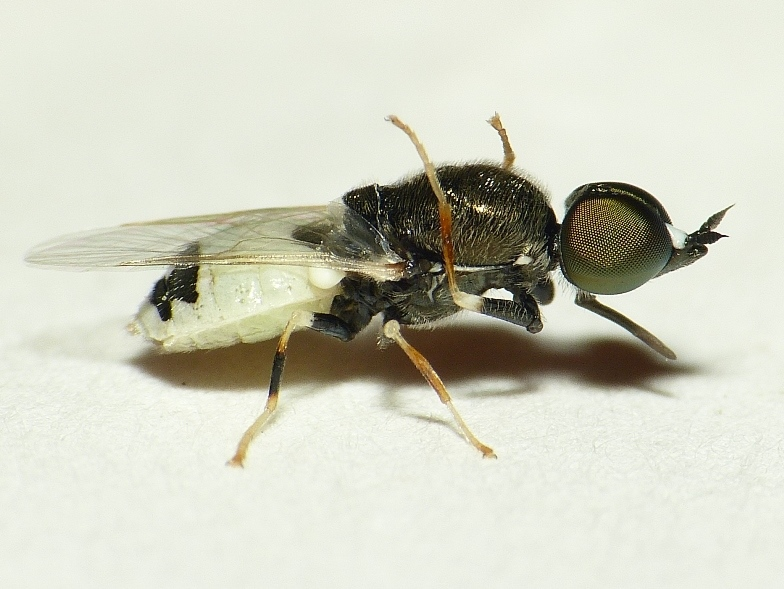